# فرودگاه چیریاکو سامیت
فرودگاه چیریاکو سامیت (به انگلیسی: Chiriaco Summit Airport) یک فرودگاه همگانی بهره‌برداری هوایی است که یک باند فرود آسفالت دارد و طول باند آن ۱۴۰۲ متر است. این فرودگاه در کشور ایالات متحده آمریکا قرار دارد و در ارتفاع ۵۲۲ متری از سطح دریا واقع شده‌است.